# Storžiški bataljon
Storžiški ali Kranjsko-tržiški bataljon je nastal iz Kranjske in Tržiške čete, ki sta bili ustanovljeni 26. julija 1941 v okviru priprav na pričetek oboroženega upora proti okupatorju v kranjskem okrožju.
Tržiška četa je z oboroženim uporom proti okupatorju pričela 31. julija 1941. Napadla je nemško žandarmerijsko postajo v Križah, nemška občinska komisarja v Križah in Tržiču, požgala telefonske drogove med Križami in Tržičem, Križami in Golnikom ter v Podljubelju, zažgala žago v Tržiču in izvedla še nekatere druge akcije.
Po teh akcijah je odšla četa na Veliko Poljano pod Storžič in se tam 3. avgusta 1941 sešla s Kranjsko četo. Tu sta partizane odkrila dva Nemca, planinca-vohuna. Enega so partizani prijeli in kaznovali, drugi pa je pobegnil. Zaradi tega sta četi še isti dan zapustili Veliko Poljano in se nastanili v Verbičevi lovski koči, tu pod Storžičem.
4. avgusta proti večeru so na mali jasi pred kočo ustanovili Storžiški ali kranjsko-tržiški bataljon, prvi na Slovenskem. Ob tem so borci tudi svečano zaprisegli. Bataljon je ob ustanovitvi štel 63 mož. Po ustanovitvi bataljona so borci takoj odšli proti Begunjam, da bi v naslednjih dneh skupaj s Cankarjevim bataljonom osvobodili jetnike iz begunjskih zaporov. V koči je ostalo 21 večino neoboroženih partizanov in partizank.
5. avgusta pred 4. uro zjutraj so Nemci s pomočjo domačih izdajalcev in vodičev petokolonašev (Nikolaj Klemenc, Rudolf in Edmund Stransky, Viljem Amann, Frenk Čarman, Anton Šuster, Anton Kavčič, lovec Meglič (Lofnekov)) iz Tržiča  partizane v koči obkolili in napadli. V spopadu je osem partizanov, med njimi tudi partizanke, padlo, ostalim se je uspelo rešiti. Nad mrtvimi partizani so se okupatorski policisti divjaško znašali, nakar so jih zmetali v gorečo kočo.
4. avgusta okrog enajstih se je v Tržič pripeljo več tovornjakov s policisti.6. avgusta okrog enih zjutraj so nemci začeli hajko. Zastražili so vse ceste od Sv. Ane preko Tržiča, Bistrice, Sv. Neže tja do Begunj in Drage.Zgodaj zjutraj so iz Tržiča začele prodirati štiri kolone policistov na Dobrčo. Povezani so bili z radijskimi postajami.Nemci so napadli na Dobrči tudi glavnino Storžiškega bataljona, ki je odšla v napad na begunjske zapore.Do krajšega spopada je prišlo pri Langusovi koči. Nato so se partizani razbežali na vse starni, posamezno in v manjših skupinah. V napadu so Nemci zajeli partizana Milorada Stošiča iz Tržiča in ga nato 23. avgusta 1941 v Kranju javno obesili v strah upirajočemu se ljudstvu.
Po prvem obdobju začetnega in nadvse težavnega uporniškega delovanja na tem območju so oktobra 1941 odšli preostali borci Storžiškega bataljona na desno stran Save, kjer so se vključili v Cankarjev bataljon. V tem bataljonu so med drugim decembra 1941 sodelovali v Poljanski vstaji, v začetku januarja 1942 pa tudi v Dražgoški bitki.
Po Dražgoški bitki so se borci Storžiškega bataljona vrnili pod Storžič in se vključili v medtem ustanovljeno Kokrško četo, ki je štela 9 borcev iz prejšne kranjske in 12 iz Tržiške čete. Skupno so na pomlad 1942 pod Storžičem prižgali novo iskro upora in 18. junija 1942 onstran Storžiča, na Kališču, ustanovili Kokrški odred.
Padli:
Solnar Marija, 28 let; Štefe Marija, 24 let; Bečan Marija, 25 let; Ahačič Peter, 45 let; Janežič Jože, 27 let; Kmet Andrej, 34 let; Gradišar Jože, 44 let; Guček Anton.